# Norham Castle: alba
Norham Castle: alba (Norham Castle: sunrise) è un dipinto a olio su tela (91×122 cm) del pittore inglese William Turner, realizzato nel 1835-1840 e conservato al Tate Britain di Londra.

## Storia
L'opera fu realizzata nel 1835-1840 sulla base di una tavola del Liber Studiorum (1º gennaio 1816, categoria P, «pastorale») e di due acquarelli presentati alla Royal Academy nel 1798 con il titolo Il castello di Norham al Tweed, una mattina d'estate. Con questi due lavori Turner riscosse uno sfolgorante successo, a tal punto che negli anni successivi ogni qual volta si recava al castello di Norham si sentiva in dovere di levarsi il cappello in segno di rispetto. A un astante stupito di tale gesto Turner spiegò:
(William Turner)
Il castello di Norham, in effetti, fu un soggetto che Turner ritrasse in numerosissimi schizzi, a partire dai venti disegni matita e penna, dai quali vennero tratte altrettante incisioni, o le due versioni ad acquerello (la prima del 1817 e la seconda degli anni 1830) oggi custodite al British Museum. La presente opera, in ogni caso, fu inclusa nel Lascito Turner 1856 e nel 1914 venne trasferita nella Tate Britain, a Londra, dove si trova tuttora.

## Descrizione e stile
In Norham Castle: alba Turner si avventura nell'astrazione pura, a tal punto che la scena ritratta non sembra reale, come se piuttosto fosse l'immagine di un sogno, o come se magari riemergesse lentamente dalla nebbia dei ricordi. La materia stessa del dipinto è impalpabile, aerea, e analogamente le immagini sono evanescenti, quasi spettrali, mentre il colore è ricco di suggestioni luminose ed è candido, puro, privo di toni scuri.
In questo dipinto Turner rinuncia a raffigurare la terra e le piante, elementi convenzionali del paesaggio, e spoglia la scena di tutti quegli elementi superflui e inutili alla narrazione, meritandosi così le lodi di Paul Signac, prodigo di plausi verso questa audace scelta figurativa. Lo splendore abbagliante della luce, infatti, smaterializza tutte le forme presenti, che di fatto si dissolvono in vapore, fumo e nebbia,  veri e propri mezzi immateriali di propagazione del colore. Riscontriamo una massima sobrietà anche nella selezione dei colori, arpeggiata sulle sfumature e sulle armonie dei gialli e dei grigio-azzurri. Ormai assurto a poeta degli effetti cromatici, Turner in quest'opera utilizza prevalentemente colori rarefatti, che con la loro trasparenza restituiscono una luminosità equiparabile a quella dei lavori ad acquarello: speciale menzione meritano il blu liquido del castello al centro della scena e il bestiame errante costruito con tocchi di rosso.